# Associação Desportiva Vila Chã
A Associação Desportiva Vila Chã é um clube português localizado na freguesia de Vila Chã, município de Vila do Conde, distrito do Porto. O clube foi fundado em 1 de Janeiro de 1972. Os seus jogos em casa são disputados no Campo AD Vila Chã.
A equipa de futebol sénior participa, na época de 2009/10, na 2ª Divisão da Associação de Futebol do Porto.